# Крапивенский переулок
Крапивенский переулок (в некоторых источниках — Крапивинский; ранее Сергиевский, Старый Серебреницкий) — переулок в Центральном административном округе города Москвы. Проходит от Петровки до Петровского бульвара. Нумерация домов ведётся от Петровки. По состоянию на февраль 2018 года, сквозной проезд и свободный проход по переулку открыты.

## Происхождение названия
Этимология названия точно не установлена. По одной версии, оно происходит от слова Крапивники, как могли называть глухую местность, поросшую крапивой (документальных сведений о существовании в этом районе местности с таким названием нет). По другой, название переулка происходит от фамилии домовладельца XVIII века Алексея Крапивина.

## История
Переулок на задворках Высоко-Петровского монастыря существует, по крайней мере, с начала XVII века, когда здесь была возведена церковь преподобного Сергия Радонежского, которую называли «в Старых Серебренниках» или «в Сторожах». По имени церкви переулок также именовался Сергиевским или Старым Серебреницким. Название Старые Серебреники связано с небольшой слободой серебряных дел мастеров, переселившихся сюда из прияузской Серебряной слободы (давшей имя современной Серебрянической набережной). С начала XIX века за переулком закрепилось название Крапивенский. Сменилось и название церкви — по переулку она стала зваться церковь Сергия Радонежского «что в Крапивках».

## Примечательные здания и сооружения
По нечётной стороне:

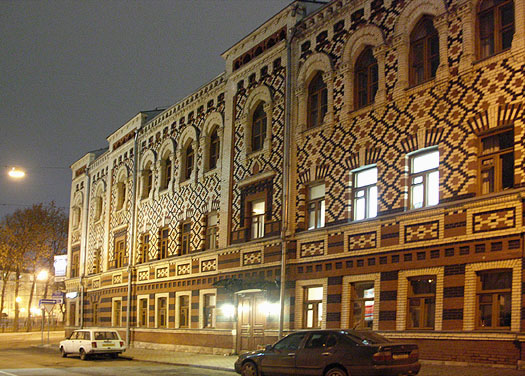
Константинопольское подворье

- № 1A — Здание постройки 1920-х годов. Здесь жил советский партийный и государственный деятель В. В. Вахрушев[3]. Ныне — Посольство Алжира.
- № 3 — двухэтажный особняк, построенный после пожара 1812 года. В 1840-х годах принадлежал известному театральному художнику И. Н. Иванову, декоратору Большого и Малого театров; затем семейству Катуаров.

По чётной стороне:
- № 2/26/27 — Доходный дом Г. П. Лазарика (1876, арх. М. А. Арсеньев), построенный на месте части большого владения князей Одоевских (во второй половине XIX века оно было застроено многочисленными доходными домами, в одном из которых в 1882—1887 годах жил П. И. Бларамберг).
- № 4 — церковь Сергия Радонежского, «что в Крапивках». Первая церковь на этом месте упомянута в 1625 году. В 1678 году было построено современное здание, южный придел — в 1702 году, второй ярус и колокольня — в 1749 году. В архитектурном плане представляет собой бесстолпный четверик с тройной апсидой. В 1887 году церковь и окружающие её постройки были переданы Константинопольскому патриаршиему подворью. Для него же в 1887—1890-х годах рядом с церковью по проекту архитектора С. К. Родионова было выстроено трехэтажное здание. Фасад здания был украшен мусульманскими узорами, которые должны были напоминать о том, что резиденция Константинопольского патриарха находится теперь в мусульманской стране. Церковь закрыта в 1930-х годах, колокольня частично разобрана. В 1990-х годах возвращена Церкви и отреставрирована.

В феврале 2019 года тележурналист и координатор движения Архнадзор Андрей Новичков опубликовал фотографии внутренних помещений здания, а также заявил о возможном скором обрушении.